# トノイケダイスケ
トノイケ ダイスケは日本のシナリオライター。男性。アダルトゲームブランドCUFFS所属。

## 作品

### アダルトゲーム
- トゥインクルレビュー （フェアリーテール、1999年11月19日）
- Canvas ～セピア色のモチーフ～ （カクテル・ソフト、2000年11月24日）
- 水月－すいげつ－（F&C・FC01、2002年4月26日）
- みずかべ（F&C・FC01、2002年8月30日）
- さくらむすび（CUFFS、2005年8月5日）
- ワンコとリリー（CUFFS、2006年8月11日）
- Garden（CUFFS、2008年1月25日）

### コンシューマーゲーム
- GoGo i land 〜ゴーゴー・アイ・ランド〜 （KID、2000年12月14日）
- Canvas ～セピア色のモチーフ～ （ガンホーゲームズ、2003年4月10日）
- 水月 〜迷心〜 （KID、2004年10月28日）
- 水月 ～Portable～ （GN Software、2008年10月30日）